# Всесвіт Warcraft

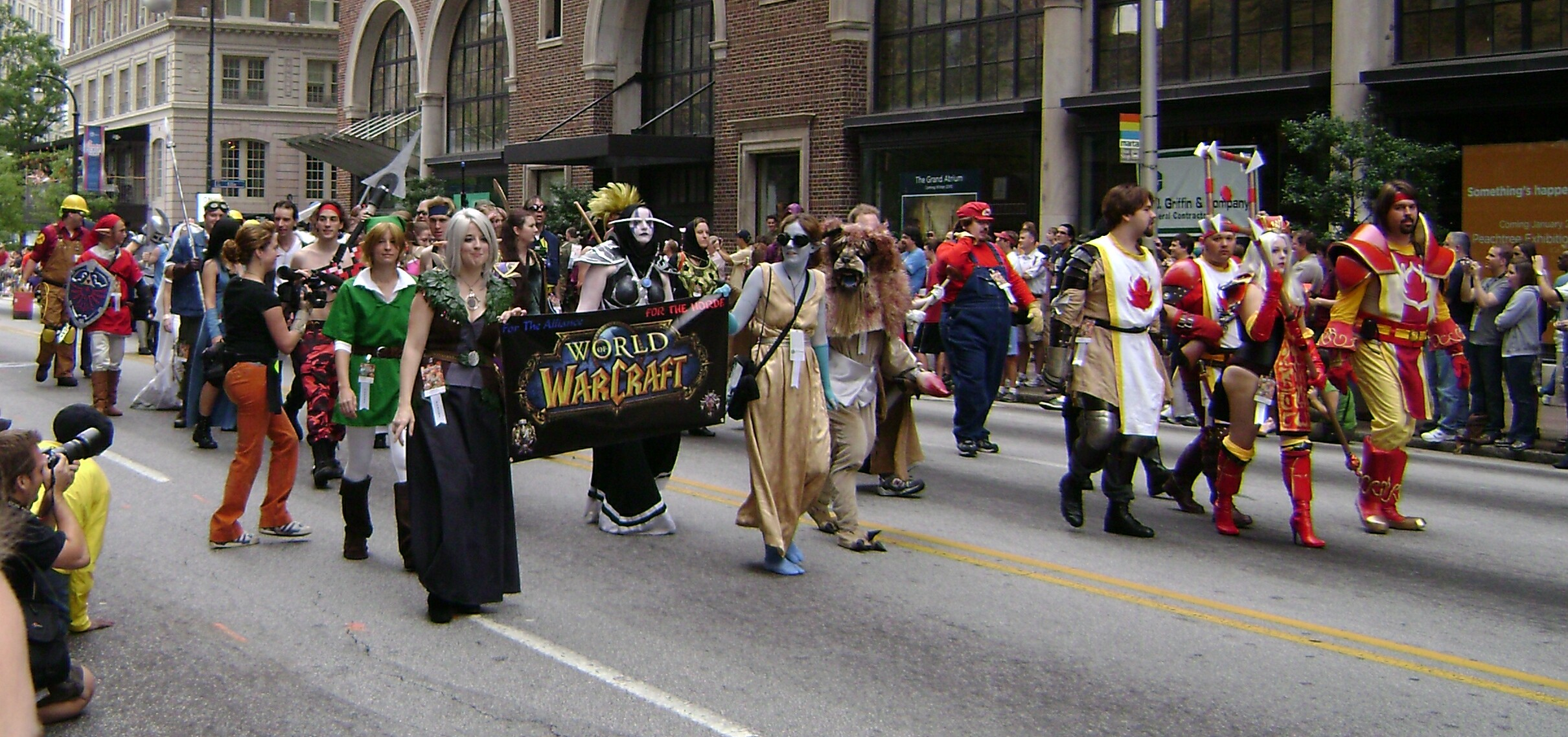
Люди в костюмах World of Warcraft на фестивалі фентезі DragonCon в Атланті.

Всесвіт Warcraft (укр. «Воркрафт» чи «Військове Ремесло») — вигаданий всесвіт, який взяв свій початок у відеоіграх серії Warcraft. Пізніше він також отримав свій розвиток в настільних іграх, колекційній картковій грі, книгах, коміксах та різноманітній маркетинговій продукції.
Всесвіт створено в стилі фентезі з елементами стімпанку і наукової фантастики. Він описує багато світів (планет), концентруючи увагу на Азероті (батьківщині людей, дворфів, гномів, гоблінів, нічних ельфів, вищих ельфів, тауренів, пандаренів та інших розумних і нерозумних рас), Дренорі (батьківщині орків та оґрів) і Арґусі (батьківщині ередарів та дренеїв). Історія всесвіту Warcraft найбільш детально описує наближені до «сучасності» події, такі як протистояння між союзами рас Альянсом і Ордою, їх боротьбу зі злими силами, Палаючим Легіоном, Кляттю (англ. The Scourge), драконом Смертекрилом та іншими, що загрожують Азероту й решті світів.

## Історія світу

### Передісторія
Всесвіт Warcraft наповнений безліччю світів, об'єднаних виром хаосу, який носить назву Крутіж Пустоти (англ. Twisting Nether). Перехід між світами можна здійснити за допомогою порталів. Описана історія всесвіту охоплює понад 10 тисячоліть.
Офіційна історія не розповідає про появу всесвіту, проте відомо, що першою розумною расою були богоподібні титани. Ці істоти з металевою шкірою досліджували всесвіт та впорядковували відкриті планети. Під керівництвом Пантеону (англ. Pantheon), титани слідкували за порядком і Крутежем Пустоти — виміром хаотичної магії, де мешкають демонічні істоти.
Демони полювали за світами, а саме — за тим, що росло всередині них. Душі ненароджених титанів зберігалися всередині цнотливих світів та дозрівали там, допоки Пантеон не віднайде їх та не запросить у свої ряди.
Титани оцінили демонів значною загрозою, і Пантеон обрав видатного брата Сарґераса (англ. Sargeras) захисником всесвіту. В ході виконання покладеного на нього обов'язку, Сарґерас винищував демонічні армії та проганяв їх у Крутіж Пустоти. Згодом титан віднайшов ще одну сторону всесвітнього конфлікту — Володарів Безодні (англ. Void Lords). Їхні слуги, яких потім у народі нарекли Древніми Богами (англ. Old Gods), своїми колючими щупальцями пробурювали небесні тіла та висмоктували з них всю життєву енергію. Таким чином світи помирали, а все живе згорало заживо. Душі ненароджених титанів опоганювалися темною магією Володарів Безодні, що у майбутньому приводило до армії всесвітнього зла нових могутніх воїнів. Сарґерас зрозумів, що його місія була хибною. Він повинен знищити всі світи до того, як Володарі Безодні доберуться до душ титанів та опоганять їх. Тоді все всесвітнє творіння повернеться до нульової точки, де не буде Володарів Безодні, демонічних армій та Пантеону. Життя стане на первісні рейки та потече у нове русло. Але сам він не впорається.
Сарґерас пішов проти Пантеону, подолав свого помічника Аґґрамара, якого титани відправили для того, щоб повернути Сарґераса, та почав збирати армію. Він прийшов до переможених ним демонів та заприсягнувся звільнити їх, якщо ті продовжять робити те, що робили до їхньої з ним зустрічі. Демони погодилися, тому їх було звільнено з Крутежу Порожнечі та відправлено назад у Велику Позамежну Темряву (англ. Great Dark Beyond) руйнувати планети, щоб ті не дісталися Володарям Безодні.
Титан, якого назвали грішником, усвідомлював, що ордою демонів керувати сам не зможе, тому він почав будувати план привертання на свій бік інших розумних рас, правителів, яких можна використати як воєначальників великого демонічного Палаючого Легіону (англ. Burning Legion). Хорошим прикладом стали ередари (англ. Eredar) із планети Арґус (англ. Argus) та натрезіми (англ. Nathrezim) із планети Натреза (англ. Nathreza). 
Сарґерас обдурював всі раси, які приєднувалися до Палаючого Легіону. Ередарам він пообіцям великі багатства, нечувану могутність та добробут усьому їхньому народові. Єдиний з Тріумвірату правителів Арґуса, хто не повірив грішному титанові, був Велен (англ. Velen). Інші, Кіл'джеден Обманник (англ. Kil'jaeden the Deceiver) та Архімонд Осквернитель (англ. Archimonde Defiler), прийняли угоду. Палаючий Легіон зібрав армію демонів та розпочав свій кривавий похід, щоб сіяти хаос та смерть.
Тим часом титани виявили світ Азерот (англ. Azeroth), де знайшли елементалів (англ. Elementals), які служили невідомим Древнім Богам — маріонеткам Володарів Безодні. Подолавши елементалів та Древніх Богів, титани створили численні раси, які допомагали їм у впорядкуванні світу Азерот, а також залишили в ролі своїх намісників драконів, яких смертні раси до сьогодні називають Аспектами (англ. Aspects). В ті часи Азерот мав лише один континент Калімдор (англ. Kalimdor), в центрі якого містилося Джерело Вічності (англ. Well of Ethernity), що живило світ енергією душі ненародженого титана.
Біля Джерела високонароджені ельфи (англ. Highborne) розбудували свою цивілізацію, що на чолі з королевою Азшарою стала залежною від магічної сили Джерела Вічності. З часом один з ельфів, Малфуріон Лютошторм (англ. Malfurion Stormrage), зауважив, що магія розбещує ельфів. Його прибічники стали зватися нічними ельфами (англ. Night Elfes), які намагалися відвернути інших ельфів від використання таємної магії, проповідували друїдизм та поклоніння богині жерців Елуні (англ. Elune). 
Крізь роки потреби високонароджених росли, і їм потрібна була більша кількість магії для задоволення своїх потреб. Надмірне використання магії помітили армії Сарґераса. Володар Палаючого Легіону знав, що з допомогою Джерела Вічності його маріонетки зможуть відкрити портал на Азерот, через який демонічна армія, а також сам Сарґерас, потраплять у світ та знищать його.
Довірений ельф королеви високонароджених, Азшари (англ. Azshara), зібрав вірних ідеалам королівства ельфів чаклунів, щоб ті створили портал для невеликої армії демонів, що підготує прихід Палаючого Легіону на Азерот. Слуги грішного титана Сарґераса пообіцяли корінним жителям планети вічне життя у Раю. Натомість ті повинні були спрямувати весь поток магії у новий портал, який мав привести «Володаря» на Азерот. Прохід для Палаючого Легіону було відчинено, і демонічна армія поринула у бій, а за нею — й недалекі високонароджені.
На чолі з демонами Архімондом і Манноротом (англ. Mannoroth), Палаючий Легіон розпочав спустошення Азероту. Малфуріон, його брат Іллідан (англ. Illidan) та жриця Тіранда Шелествітер (англ. Tyrande Whisperwind) заручилися допомогою напівбога Кенарія (англ. Kenarius) та Аспектів. Їм вдалося дістатися до місця, де Азшара створила портал для прибуття Сарґераса, однак один з драконів, Аспект Землі Нелтаріон (англ. Neltharion the Earth-Warder), спокусився силою демонів та, взявши собі ім'я Смертекрил (англ. Deathwing), зрадив своїх братів та сестер.
Малфуріон задався ціллю знищити Джерело Вічності, тоді як Іллідан вважав недопустими втратити таку могутню криницю сили. Молодший Лютошторм попередив королеву про плани Малфуріона. Все ж Малфуріон зумів завадти приходу Сарґераса, але це викликало магічний катаклізм — Великий Розкол (англ. Great Sundering), після якого єдиний материк Калімдор роз'єднався на безліч частинок. Джерело Вічності і тіло Сарґераса були знищені, а Азшара і її прибічники зуміли пережити катаклізм. Хвиля, яка здійнялася високо у небеса, накрила палац королеви, де знаходилася вона та її найближчі піддані. Азшара та її високонароджені на багато тисячоліть залишалися під океанічною поверхнею, але це їх не вбило. Вода змінила їхній зовнішній вигляд та фізіологію, перетворивши на підводних істот наґ (англ. Naga).
Вцілілі ельфи згодом знайшли нове місце для життя, а Іллідан, який попередньо наповнив 7 флаконів водою із Джерела Вічності, та вилив три із них у гірське озеро Гіджалю (англ. Mount Hyjal) із планами, що воно стане новим джерелом. Малфуріон, побоюючись його магії, ув'язнив Іллідана та нарік Маєв Тінеспів (англ. Maiev Shadowsong) вартовою брата-близнюка. Малфуріон заборонив застосування таємної магії нічними ельфами, ввіши чаклунство друїдів.
Аспекти Життя, Природи, Часу та Магії усвідомили, що допоки існує нове Джерело Вічності, Палаючий Легіон може повернутися. Тому вони посадили на дні озерця з водою Джерела Вічності зернятко, яке потім перетворилося на дерево Нордрассіль (англ. Nordrassil). Це було друге Світове Дерево (англ. World Tree) в Азероті. Нордрассіль дарував ельфам безсмертя, завдяки благословенню Аспектів, й утримував потік магії у балансі. Для регулювання магічних енергій Аспектом Природи, Ізерою (англ. Ysera) був збудований паралельний вимір — Смарагдовий сон (англ. Emerald Dream). Друїди могли потрапляти туди через портали, які з’являлися біля кожного зі Світових Дерев (також — «Дерева Життя»), перебувати там та утримувати небезпечні сили подалі від матеріального Азероту. 
Ельфи, життя яких втратило минулі барви без використання магії, повинні були знайти собі новий дім. Вони покинули землі нічних ельфів та заснували на іншому материку, який сьогодні зветься Східними Королівствами (англ. Eastern Kingdoms), державу Квел'Талас (англ. Quel'Thalas) зі столицею у місті Срібносвіт (англ. Silvermoon). Вони більше не називалися високонародженими, бо цій цивілізації настав кінець. Ельфи Кел'Таласу назвали себе вищими ельфами. Оскільки їхнє життя було неможливим без практикування магії, вищі ельфи викрали один флакон із водою Джерела Вічності, який належав Ілліданові Лютошторму, та перенесли чарівну воду на острів Квел'Данас (англ. Quel'Danas). Там вони розташували багатьох своїх магів дивитися за новою чарівною водоймою — Сонячним джерелом (англ. Sunwell). Але найбільші проблеми вищих ельфів були попереду — тролі, яким належали ліси Вічноспіву (англ. Eversong Woods), не погодилися з тим, що на їхніх землях розташувалася нова ельфійська держава. Тролі почали довгу та кровопролитну війну.
Тим часом люди розбудовували свою імперію Аратор (англ. Arathor) та навчилися від вищих ельфів магії, щоби стримати тролів, які вели війну на два фронти — і з вищими ельфами, і з самими людьми. В місті-державі Даларан (англ. Dalaran) маги навіть навчилися долати слабких демонів. Аби унеможливити повернення Палаючого Легоіну, серед магів Даларану було створено посаду Хранителя, голови Ради Тірісфалю (англ. Council of Tirisfal), який повинен був захищати людство від можливих демонічних загроз. Приблизно в той же час пробудилися дворфи та гноми, початково створені титанами із каменю, але які за 8 000 років сну стали істотами із плоті й крові.
Імперія Аратор, згодом, розпалася на окремі королівства. В одному з них, королівстві Штормовій (англ. Stormwind), народився хлопчик Медів (англ. Medivh), який мав стати Хранителем замість своєї матері Еґвін. Вона довгий час займала пост Хранителя, тому повинна була обрати наступника на вимогу інших членів Ради Тірісфалю. Вибір упав на її власне ще ненароджене маля. 
Під час вагітності у Еґвін зберігалися сили усіх членів Ради Тірісфалю. Коли Сарґерас ще раз намагався пройти зі своєю армією на Азерот, а Хранитель це передбачила, вона прибула на місце висадки демонів, щоб побороти володаря Палаючого Легіону. Із Сарґерасом було покінчено, але, як виявилося потім, Еґвін боролося не зі справжнім володарем демонів, а із його аватаром — матеріальною оболонкою, якою той керував на відстані. Злий дух перед смертю вселився у лоно Еґвін. План Сарґераса розпочав здійснюватися. Коли Медів виріс, він став вельми популярним за свої здібності, але через надмірну самовпевненність його матері, хлопець постраждав ще до свого народження. У голові Медіва спліталися дві особистості: його власна, та опоганена самим Сарґерасом. Правитель Палаючого Легіону кожної секунди шепотів Медіву про злі плани та критичність їхнього швидкого виконання.
У той же час демон Кіл'джеден виявив планету Дренор (англ. Draenor), населену орками (англ. Orcs) і дренеями (англ. Draenei). Кіл'джеден довго блукав Великою Позамежною Темрявою для того, щоб знайти дренеїв — народ, який, на його думку, зрадив спадщину ередарів та не пішов на угоду з Палаючим Легіоном. Один із воєначальників Палаючого Легіону, Кіл'джеден, прагнув помститися володареві дренеїв, Велонові, за зраду. Палаючий Легіон не довго будував плани і вирішив зробити орків на Дренорі зброєю, яка раз і назавжди покінчить зі зрадницькими дренеями. 
Кіл'джеден з'являвся у снах до одного із орокських шаманів, Нер'зула (англ. Ner'zhul), у вигляді його померлої дружини. Таким чином Кіл'джеден підкорив собі волю Нер'зула, але у останній момент шаман усвідомив, що герой його видінь не має добрих цілей, та відмовився служити Палаючому Легіонові. Натомість Кіл'джеден підкорив собі Ґул'дана (англ. Gul'Dan), пихатого, заздрісного та егоїстичного орка. Він з самого дитинства страждав від вродженого каліцтва, над ним знущався народ його клану, що й пробудило у ньому такі злі наміри. Кіл'джеден, відчувши бажання могутності в Ґул'дані, навчив його сильній чорнокнижницькій магії. Вона надала Ґул'данові могутність та дар переконання. 
Того ж року він створив Раду Тіней (англ. Shadow Council), яка підштовхувала своїми інтригами різні клани об'єднаної Орди до використання чорнокнижницької магії. В міру її поширення життєві сили Дренору виснажувалися, перетворюючи планету на розпечену пустелю. Врешті, Рада Тіней привела на Дренор демона Маннорота. Коло Караборського храму (англ. Tample of Karabor), що у долині Примарного місяця (англ. Shadowmoon Valley), Ґул'дан переконав вождів усіх орокських кланів, що, випивши келих крові Маннорота, орки стануть непереможними і знову житимуть в достатку. Насправді ж пекельне бажання вбивств та насилля заполонило мирні душі орків, а їхня шкіра, через гибель Дренору та жагу крові, змінила свій відтінок з коричневого на зелений. Це був переломний момент у орокській історії. Навіть Стихії, яких, згідно з новим каноном, орки колись врятували від загибелі, на довгі роки покинули шаманів.

### Події ігор Warcraft
Після того, коли орки остаточно стали слугами Палаючого Легіону, Ґул'дан зробив очільником Орди Чорнорука Руйнівника (англ. Blackhand the Destroyer).Володар Палаючого Легіону пообіцяв, що коли Ґул'дан відшукає на Азероті Сарґерасові мощі, то зможе просити про все, що забажає. Об'єднавши зусилля Медіва і Ради Тіней, було створено Темний Портал (англ. Dark Portal) між Азеротом та Дренором. Орда проникла на Азерот та закріпилася біля королівства Штормовій, і почала захоплення всього Азероту, що вперше було показано у відеогрі Warcraft: Orcs & Humans. Проте не всі орки поділяли право Чорнорука бути вождем. Із наміром звільнити Орду від демонів його змістив Орґрім. Під його командуванням Орда знищила місто Штормовій та спустошила однойменне королівство, а король Ллейн Рінн (англ. Llane Wrynn) був убитий Ґароною (англ. Garona) — маріонеткою Ґул'дана.
Після цієї поразки лорд Андуїн Лотар (англ. Anduin Lothar), головнокомандувач військ Штормовію, згуртував лідерів семи людських держав та поклав початок Альянсу Лордерону (англ. Alliance of Lordaeron). При допомозі Утера Світлоносця (англ. Uther Lightbringer), адмірала Деліна Праудмура (англ. Admiral Daelin Proudmoore), і лицаря-паладина Тураліона (англ. Turalyon), Лотар здобув підтримку дворфів Залізогарта (англ. Ironforge) та вищих ельфів Квел'Таласа. Орда з допомогою зброї, яку їй передав Смертекрил — Душі Демона (англ. Demon Soul), якою під час Війни Древніх він подолав Аспектів, — змусила служити собі червону зграю драконів на чолі з Алекстразою, Аспектом Життя (англ. Alexstrasza the Life-Binder) та ледве не здобула перемогу над Альянсом Лордерону. Орда не перемогла, бо Ґул'дан, переслідуючи власні цілі, спричинив у Орді розкол. Хоч він і відшукав мощі Сарґераса, закуті у стінах гробниці демони вбили його, оскільки грішний титан не збирався ділитися силою, а лише використовував Ґул'дана. Лорд Лотар ціною власного життя розбив Орду, Темний Портал було зруйновано, а поряд зведено фортецю Незерґард (англ. Nethergard) аби слідкувати за руїнами проходу у інший світ. Це було зображено у грі Warcraft II: Tides of Darkness, а також однойменній книзі.
Полонені орки потрапили до резервацій Лордрону, а ті, що відступили на Дренор, стали збирати нову армію. Нер'зул згуртував клани для завоювання інших світів. Для цього йому були потрібні артефакти Азероту, тож він знову відкрив Темний Портал. На чолі з Ґроммашем Пеклокриком (англ. Grommash Hellscreem) орки зламали оборону Альянсу. Король Лордерону Теренас Менетіл (англ. Terenas Menethil) у відповідь послав Тураліона і архімага Хадґара до Дренору, і вторгнення, відоме як Друга війна, було припинене. Однак Нер'зул, все ж, зумів заволодіти потрібними артефактами, серед яких була книга Медіва, що дала можливість відкрити численні портали з Дренору до інших світів. Дренор не витримав і почав своє руйнування. Залишки орків втекли до Азероту перед тим як Темний Портал вибухнув, а материки Дренору розкололися (події Warcraft II: Beyond the Dark Portal).
Нер'зул з послідовниками опинився в Крутежу Пустоти, де його чекав Кіл'джаден. Демон піддав Нер'зула тривалим тортурам за поразку Орди і його гординю, але врешті дав шанс на повторне знищення Азероту. Нер'зула було перетворено на Короля Лича (англ. Lich King), а його прибічників — на личів. Їм було дано завдання поширити в Азероті чуму, що перетворюватиме всіх на невмерлих (англ. Undead). В разі успіху демон пообіцяв повернути їм живі тіла, а слідкувати за виконанням завдання примусив Володарів Жаху (англ. Dread Lords). Довгі роки Король Лич пробув у Льодяній Короні (англ. Icecrown), що в Нортренді, поки не прийшов його час прокидатися.
Тим часом орки перебували у концентраційних таборах у Альянсі, хоча невелика частина на чолі із Ґроммашем досі переховувалася. Король Лич же перейняв досягнення знайденого підземного королівства павуків Азжол-Неруб (англ. Azjol-Nerub) та схилив до себе мага Кел'Тузада (англ. Kel'Thuzad) з Даларана. За його підтримки Нер'зул розповсюдив чуму королівством Лордерон, а з жертв хвороби створив армію мерців, котру назвав Скарою (англ. The Scourge).
Син Теренаса, принц Артас Менетіл, жорстоко придушив поширення хвороби. Його руками було зруйновано місто Стратгольм (англ. Stratholme), яке, за чутками, було повністю заражене чумою. Артас вбивав без розбору кожного, кого бачив. Частина його війська покинула принца (серед армії була чаклунка Джайна Праудмур (англ. Jaina Proudmoore) та паладин Утер Світлоносець), бо не хотіла бачити, як син свого народу вбиває невинних людей. Він гнався за Кел'Тузадом у пошуках помсти. Кінець Кел'Тузада настав коло селища Андорал (англ. Andorhal). Подорож майбутнього короля Лордерону, Артаса, була довгою, адже у Стратгольмі демон Мал'Ґаніс (англ. Mal'Ganis), який стояв за розповсюдженням чуми та керував Кел'Тузадом, повідомив, що чекатиме Артаса на материку Нортренд. Та коли Артас прибув туди, він віднайшов могутнього меча, здатного подолати все живе й неживе — лезо, вкрите таємничими рунами, Кригоскорб (англ. Frostmourne). Згодом стало відомо, що цей меч проклятий самим Королем Личом. Нер'Зул зміг перехитрити Артаса, і той став його слугою. Принц Лордерону зрікся свого титулу й пішов на службу лицарем смерті до Короля Мертвих. 
Повернувшись з Нортренда у своє рідне королівство, люди зустріли Артаса радісними оплесками та яскравими пелюстками троянд. Лицар смерті увійшов до тронної зали та загнав лезо Кригоскорба прямісінько у серце свого батька Теренаса. Королівству Лордерон настав кінець. Скара заповнила всю територію держави та набирала нових жертв до своєї мертвої армії.
Згодом від Короля Лича надійшов новий наказ — віднайти мощі Кел'Тузада, знищеного Артасом, та воскресити його. Прийшовши на те місце, де одним єдиним ударом було здолано Кел'Тузада, Артас побачив Утера Світлоносця — свого наставника та вірного друга. Утер та його армія несли в останню путь короля Лордерону, батька Артаса. Колишній принц тримав зуб на Утера за те, що той покинув його перед битвою за Стратгольм, тому вирішив позбавити його життя за зраду. Бій тривав довго, але Утер не зміг не піддатися гостроті меча Артаса. Утер Світлоносець пустив посудину із прахом Теренаса на землю, і звідти висипався темно-сіра попелиста субстванція. Лицар смерті Артас підняв урну. У його свідомості не було жодного жалю чи відчуття провини — він лише висипав все те, що було всередині, та поклав туди кістки Кел'Тузада. 
Кел'Тузад пролазив у його думки та давав поради. Однією з таких був маршрут до Сонячного Джерела, куди Артас повинен був віднести залишки Кел'Тузада, щоб той воскрес. Дорогою до королівства вищих ельфів Квел'Таласу Артас розорював кожен маєток та вбивав кожного невинного мешканця Азероту. Згодом, коли королівство ельфів зруйнувалося від всієї тієї крові, яку пролив Артас у лісах Вічноспіву, Кел'Тузад воскрес. Потім вони привели демона Архімонда і його демонів на Азерот, які вирушили до дерева Нордрассіль за силою Джерела Вічності.
До того часу Медів розкаявся в своїх злочинах і став всіляко допомагав народам Азероту протистояти Палаючому Легіону. Він спрямував Орду орків та Альянс людей до Нордрассіля. Орки зуміли вбити Маннорота. Жриця Тіранда Шелествітер пробудила Малфуріона Лютошторма від Смарагдового сну, а той покликав решту друїдів і звільнив Іллідана. Об'єднані раси Азероту подолали Архімонда і демонів, випустивши духів Нордрассіля. Проте нічні ельфи після цього назавжди втратили безсмертя через сквернотну енергію, вилиту військами Палаючого Легіону на Світове Дерево. Азерот лишився лежати в руїнах (події Warcraft III: Reign of Chaos).
Кіл'джаден, бачачи зростання сили Нер'зула, підкупив Іллідана обіцянкою нечуваної сили. Вказавши йому місцезнаходження черепа Ґул'дана, Кіл'джеден спонукав Іллідана ввібрати силу реліквії. Також Іллідан дізнався про гробницю Сарґераса, магією якою прагнув заволодіти. Він прикликав на свій бік наґ, але Маєв Тінеспів, його тюремниця, вирушила за ним, аби не допустити здійснення планів відступника. Іллідан все ж зібрав досить сил, і мало не вбив Короля Лича, та Малфуріон і Тіранда зупинили його. Переможений Іллідан втік на розколотий Дренор, який сьогодні називають Позамежжям (англ. Outland), боячись гніву друїдів.
Паралельно втікачі з Квел'Таласу назвали себе кривавими ельфами в пам'ять про полеглих від Кригоскорба Артаса. Ельфійський принц Кель'тас Сонцеходець (англ. Kael'thas Sunstrider) розшукав Іллідана та повідомив йому, що Джерело Вічності на горі Гіджаль — не єдине джерело цілющої енергії. Нер'зул, Крижаний Трон якого був пошкоджений Ілліданом, втрачав силу та обрав для свого порятунку принца Артаса. Той дістався до Крижаного Трону першим за Іллідана, де вбив Нер'зула, та став новим Королем Личом.
Іллідан з ганьбою втік до Позамежжя, а вцілілі сили Альянсу під керівництвом Джайни Праудмур осіли в Калімдорі разом з орками Тралла, котрі заснували державу на півострові Дуротар (англ. Durotar). Фортеця Терамор (англ. Theramor), де володарювала Джайна, була єдиним оплотом людей на західному материку. Орки Дуротару збудували місто Орґріммар (англ. Orgrimmar), яке назвали на честь їхнього славетного воїна та вождя Орґрімма Молота Року. 
На далекому західному материку Калімдорі не без конфліктів Орді та Альянсу вдалося укласти мир і почати відроджувати свої цивілізації (події Warcraft III: The Frozen Throne).

### Події ігор World of Warcraft
Розселяючись, нова Орда Тралла прийняла в свою армію тауренів, тролів та відречених (англ. Forsaken), котрі змогли звільнитися від влади Короля Ліча. Нічні ельфи ж приєдналися до Альянсу. Коли король Варіан Рінн загадковим чином зник, правителем Альянсу став лорд Болвар Фордраґон. Згодом виявилося, що за зникненням істинного короля Штормовію стояла чорний дракон Оніксія (англ. Onyxia), дочка Смертекрила, яка маскувалася під леді Катрану Престор. В той же час син Смертекрила Нефаріан (англ. Nefarian) готував власну армію, щоб покорити світ. У пустелях Сілітусу (англ. Silithus) Давній бог К'Тун (англ. C'Thun) підкорював своїй волі розумних комах кіражців (англ. Qiraji) із королівства Ан'Кіраж (англ. Ahn'Qiraj). У східних Зачумлених землях (англ. Eastern Plaguelands) небесна фортеця Скари, Наксрамас (англ. Naxxramas), виконувала плани Короля Ліча із захоплення Азероту. Проте, героям об'єднаної армії Азероту вдалося побороти ці загрози (події оригінальної World of Warcraft).
Один із Володарів Жаху, Каззак (англ. Kazzak), зміг заново відкрити Темний Портал та привести в Азерот орди демонів із Позамежжя. Експедиція до розколотого Дренору з метою відбити напад демонів та загнати їх вглиб планети принесла багато цікавих новин: Альянс відшукав загублених там багато років тому союзників, а Орда — орків, що уникли рабства демонів. На Азерот також прибула раса дренеїв, втікачів зі світу Арґус, та вступила до Альянсу, а криваві ельфи на чолі з Лор'темаром Тероном (англ. Lor'themar Theron) — до Орди. Лідер дренеїв Велен очистив Сонячне Джерело кривавих ельфів від скверни. Втім, ненадовго, адже принц Кель'тас, затьмаривши свою свідомість у Позамежжі, став на службу Палаючому Легіонові, та, потрапивши назад на Азерот, з допомогою Сонячного Джерела намагався провести на планету Кіл'джедена Обманника. Іллідана Лютошторма, що прагнув правити Позамежжям, подолали герої Азероту, а його іллідарі (англ. Illidari) та самого Іллідана взяла під варту Маєв Тінеспів до кінця часів (події World of Warcraft: The Burning Crusade).
Після цього у світі встановився мирний період, який порушила раптова навала невмерлих Скари. Вождь Тралл вирушив у Нортренд з Ґаррошом Пеклокриком. Тим часом король Варіан Рінн повернувся у Штормовій зі своєї подорожі, подарованої Оніксією, і повернув собі корону. Він послав сили Альянсу знищити Артаса разом із Ордою. Тимчасово їм довелося об'єднати сили, щоб скинути пробудженого дворфами Древнього Бога Йоґґ-Сарона (англ. Yogg-Saron). Герої Альянсу дісталися до Короля Лича та знищили його, однак Скара, що лишилася без володаря, повинна мати правителя. На цю посаду викликався Болвар Фордраґон та став новим Королем Лічем, наказавши свідкам «коронації» тримати це в таємниці. Весь Азерот подумав, що Король Ліч назавжди помер (події World of Warcraft: Wrath of the Lich King).
Коли війська повернулися, вони виявили, що світ заповнений елементалями, яких випустив дракон Смертекрил. Колишній аспект Землі повернувся з-під землі з допомогою культу Сутінкового Молоту для помсти смертним. Його повернення супроводжувалося землетрусами і повенями по всьому світі. Грізні стихії ще раз змінили географію Азероту, тисячі нічних ельфів та інших істот, які жили на прибережних територіях, втратили свої домівки та, навіть, рідних. 
Для протистояння Смертекрилові, захисники Азероту подалися на пошуки Душі Дракона (англ. Dragon Soul). Аспекти розповіли героям про артефакт «Душа Дракона», у якому возз'єдналися сили Нелтаріона (Аспекта Землі), Ізери (Аспекта Природи), Алекстрази (Аспекта Життя), Ноздорму (Аспекта Часу) та Маліґоса (Аспекта Магії). Під час Війни Древніх Нелтаріон обдурив своїх братів та сестер, украв Душу Дракона та використав її для того, щоб подолати їх. Як результат, Душа Дракона стала Душею Демона. Герої Азероту мали вирушити на пошуки артефакту в минуле на 10 000 років, щоб випередити Нелтаріона здійснити свій підступний план, врятувати Аспектів, та Азерот. Коли пошуки дійшли до останньої точки, Душею Дракона заволодів Тралл, який потім і поборов Смертекрила (події World of Warcraft: Cataclysm).
Після перемоги над драконом Ґаррош Пеклокрик вирішив розширювати землі Орди. Орда зруйнувала фортецю Терамор потужною манобомбою (англ. Mana Bomb). Після цієї миттєвої битви, яка закінчилася поразкою Джайни Праудмур, вона відправилася в Даларан та «завоювала» місце лідера Кірін-Тору і очільниці Даларана. Несподівано в океані було знайдено материк Пандарія (англ. Pandaria), що кілька тисяч років ховався за туманами. Альянс і Орда висадили свої військові сили на Пандарії з метою заволодіти її ресурсами. Користуючись хаосом, раса моґу (англ. Mogu), первісних жителів Пандарії, спробувала повернути владу над мирними пандаренами (англ. Pandaren). Вол'джин (англ. Vol'jin), голова тролів, що входили до складу Орди, повстав проти Ґарроша за його злочини проти Пандарії та Орди і став новим вождем з допомогою об'єднаного азеротівського війська. Між Альянсом та Ордою нарешті запанував мир (події World of Warcraft: Mists of Pandaria).
Проте Ґаррош втік від правосуддя і за допомоги дракона Кайроздорму (англ. Kairozdormu) перенісся до альтернативної версії Дренору, коли орки ще не стали рабами демонів — на 35 років назад у часі. Він переконав свого батька, Ґроммаша Пеклокрика, не пити кров Маннорота, і зірвав плани Ґул'дана. Вбивши демона, Ґроммаш зібрав Залізну Орду і повів її крізь Темний Портал на сучасний Азерот. Але завойовники отримали сильну відсіч — коли війська Азероту пройшли крізь портал на альтернативний Дренор, вони захопили військову техніку Залізної Орди та зруйнували Темний Портал. Заручившись допомогою дренеїв «паралельного» Дренору, захисники Азероту зійшлися із Залізною Ордою біля цитаделі Пекельного вогню (англ. Hellfire Citadel). Коли інакшого виходу не було, альтернативний Ґул'дан вирішив привести із Крутежу Пустоти Архімонда. Армія Азероту змушена була зійтися у нерівному бою з одним із наймогутніших демонів. Після бою, коли сіро-синє тіло Архімонда лежало коло ніг героїв Азероту, видихаючи останній подих повітря Архімонд відправив Ґул'дана на «реальний» Азерот. Там маріонетка Палаючого Легіону повинен був підготувати все для третього пришестя демонічної армії та убити ненародженого титана (події World of Warcraft: Warlords of Draenor).
Розшукавши Розколоті острови, колишні землі ельфів, Ґул'дан виявив в'язницю Іллідана, якого одразу ж звільнив, та гробницю Сарґераса, де оригінальний Ґул'дан декілька десятиліть тому загинув. Цього разу наймогутніший чорнокнижник всесвіту відкрив портали до інших світів, зайнятих Палаючим Легіоном, та розпочав найбільше вторгнення демонів за всю історію Азероту.

## Географія
Більшість подій відеоігор та художніх творів за всесвітом Warcraft відбуваються у світі Азерот. «Нинішній» Азерот має чотири материки: Калімдор на заході, Нортренд на півночі, Східні Королівства на сході та Пандарію на півдні. Між материками розташований Водоверть (англ. Maelstrom), що утворився на місці першого Джерела Вічності. Східні Королівства поділяються на два субматерики: Південний, де розташовані королівства Штормовій та Хаз-Модан (англ. Khaz-Modan); і Північний, де колись було розташоване королівство людей Лордерон і сучасне королівство кривавих ельфів Квел'Талас. Окрім того в морях і океанах Азероту існує кілька великих островів, наприклад: Зандалар (англ. Zandalar) — острів зандаларських тролів; Кул-Тірас (англ. Kul Tiras) — морська держава людей, батьківщина Джайни Праудмур; Кезан (англ. Kezan) — острів-батьківщина гоблінів із картелю Трюмної води (англ. Bilgewater Cartel) зі столицею у місті Підштольня (англ. Undermine), де розташована штаб квартира Авантюрного товариства з необмеженою безвідповідальністю чи, скорочено, — ТзНБ «Авантюра» (англ. Venture Co.).

## Твори за всесвітом
Всесвіт Warcraft втілюється не лише у відеоіграх, а також у книгах, коміксах, анімаційних роботах та аудіокнигах. Серед ігор основними є однойменна серія стратегій в реальному часі та MMORPG World of Warcraft з доповненнями. Окрім того, за всесвітом і мотивами відеоігор створено численні настільні ігри та супутня продукція.
На щоквартальній основі виходить журнал World of Warcraft: The Magazine. Як і багато інших популярних вигаданих всесвітів, всесвіт Warcraft збагачується за рахунок неофіційної творчості: коміксів, відеороликів, в тому числі, повнометражним фільмом Tales of the Past в трьох частинах, зробленим на рушії World of Warcraft студентом Мартіном Фалком. 
У 2016 вийшов фільм «Warcraft: Початок», створений за мотивами першої гри серії та роману «Останній страж». Напередодні сценаристи фільму повідомили, що канон гри та фільму відрізняються. Тобто, це не єдиний всесвіт, а різні. Відтак, у кіно можна побачити молодого Андуїна Лотара, який у каноні гри під час Першої війни має близько 50 років, чи летючий Даларан, що у канонічному Воркрафті тих часів ще не розрізав повітряний простір Азероту.
Українська версія фільму, як повідомлялося, локалізовувалася з російської, а не з англійської мови (спочатку переклали росіяни на російську, а потім українці переклали з російської на українську). Тому назви різних усталених понять всесвіту Warcraft в українській мові офіційно звучать як російські (наприклад, англійською «Stormwind», російською та українською — «Штормград»). Цей феномен українських перекладачів викликав невдоволення в україномовної аудиторії[джерело?].